# Дерешев, Денис Николаевич
Денис Николаевич Дерешев (род. 10 августа 1978, Регар, Таджикская ССР, СССР) — российский футболист, полузащитник.

## Карьера
Родился в Таджикской ССР, где и начал заниматься футболом под руководством отца-марафонца. С распадом СССР семья переехала в Дзержинск. Занимался у тренера Александра Козлова, потом — в нижегородском УОРе, тренер Валерий Константинович Голубев. Приглашался на сборы в юношескую сборную России.
В 1996—2003 годах играл лишь за два клуба: нижегородский «Локомотив» и павловское «Торпедо». 3 ноября 1996 года в матче последнего, 34 тура против «Спартака-Алании» дебютировал в чемпионате России, выйдя на замену на 35 минуте. В следующем году провёл также только одну игру в высшем дивизионе — 10 мая вышел на замену на 85 минуте матча с «Ротором». Ещё три игры в высшем дивизионе провёл в 2000 году, в матче 29 тура 5 ноября против «Сатурна» был удалён на 75 минуте. До 2000 года играл за «Торпедо» на правах аренды.
В 2004 году играл за таджикистанский клуб «Регар-ТадАЗ». В составе турсунзадского клуба стал победителем чемпионата Таджикистана. Заканчивал карьеру в дзержинском «Химике».

## Семья
По состоянию на 2001 год — супруга Ирина, сыновья Денис (2 года, 8 мес.) и младший (род. в октябре 2001).